# Madonna della Bruna

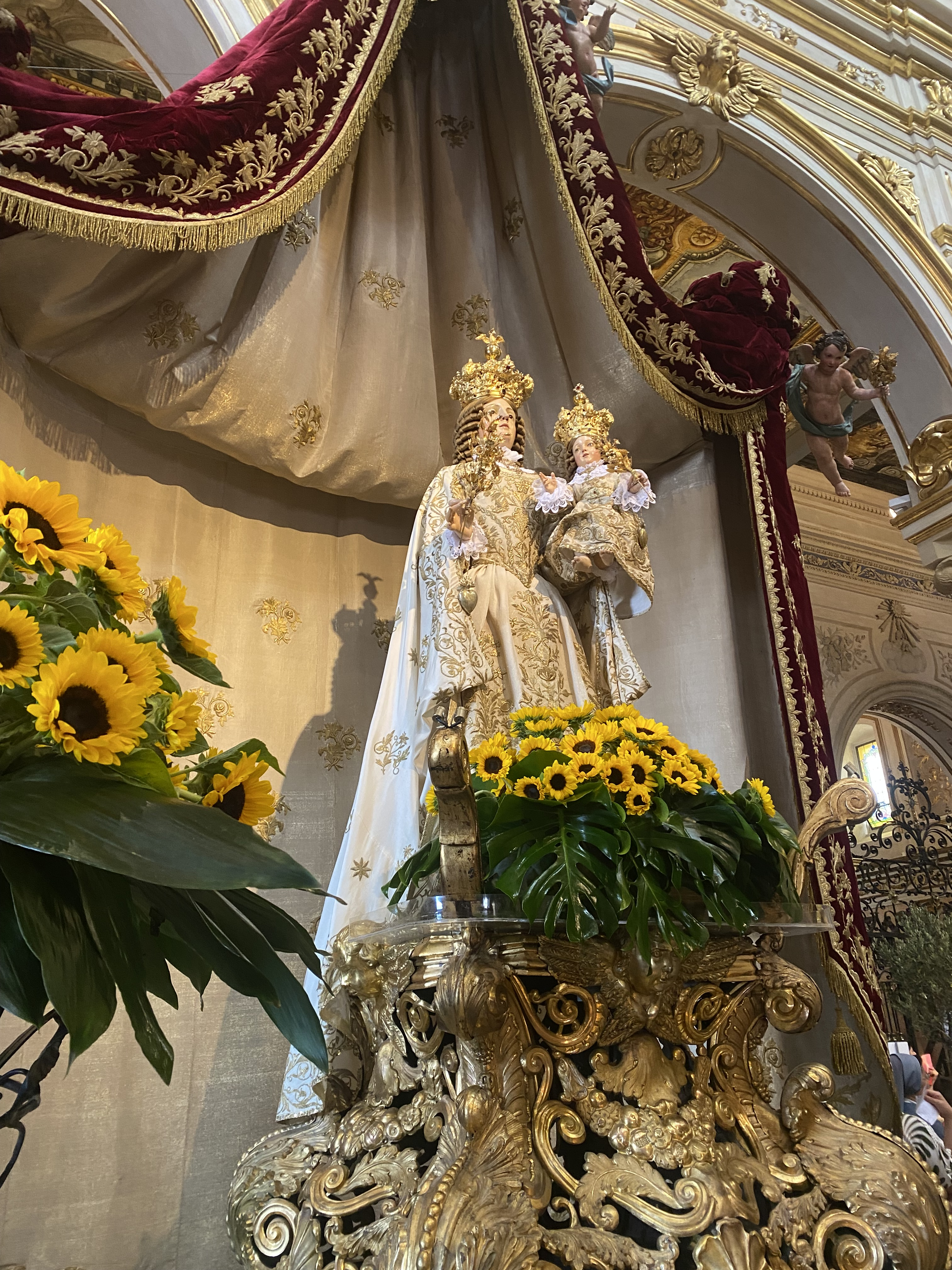
La statua di Maria Santissima della Bruna nella Cattedrale di Matera

Maria Santissima della Bruna o la Madonna della Bruna è la patrona della città di Matera.
La festa patronale a lei dedicata si festeggia il 2 luglio di ogni anno da più di 600 anni, quando papa Urbano VI, già arcivescovo di Matera, istituì nel 1389 la festa della Visitazione; da quella data in poi i festeggiamenti in onore della Madonna, già esistenti nella città di Matera da qualche secolo, furono effettuati in coincidenza con il giorno della festa della Visitazione.
Oggi la Visitazione viene celebrata il 31 maggio, nel rito romano rinnovato sotto Paolo VI, mentre il 2 luglio si celebra la Visitazione nel calendario antico; a Matera con la festa della Madonna della Bruna, a Enna con la Festa della Madonna della Visitazione, a Siena con il Palio di Siena.

## Storia e leggende legate alla venerazione
Non chiare sono le origini della festa la cui storia, tramandata di generazione in generazione, si è arricchita col tempo di innumerevoli varianti. Una di queste leggende racconta che una giovane e sconosciuta signora chiese a un contadino di farla salire sul suo carretto per accompagnarla a Matera. Giunta alla periferia della città, nella zona dell'attuale chiesa dell'Annunziata del rione Piccianello, scese dal carretto e chiese al contadino di portare un suo messaggio al Vescovo, in cui diceva di essere la madre di Cristo. «Così, su un carro addobbato, voglio entrare ogni anno nella mia città», narra la leggenda che fosse questo il messaggio lasciato dalla donna. Il Vescovo insieme al clero e al popolo accorse subito ad accogliere la Vergine, trovandovi una statua che così fu fatta entrare trionfalmente in città su un carro addobbato.

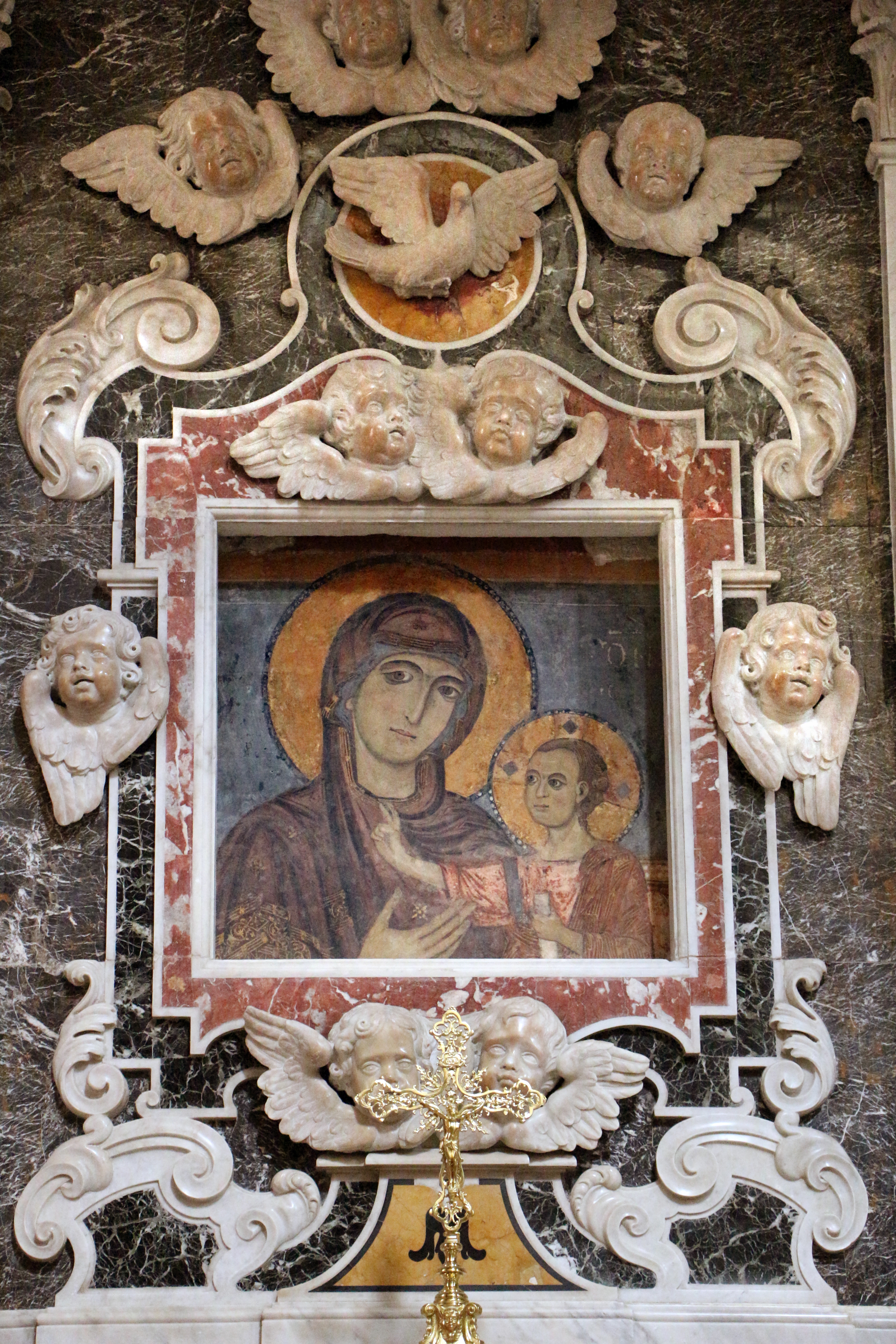
Affresco della Madonna della Bruna nella Cattedrale di Matera

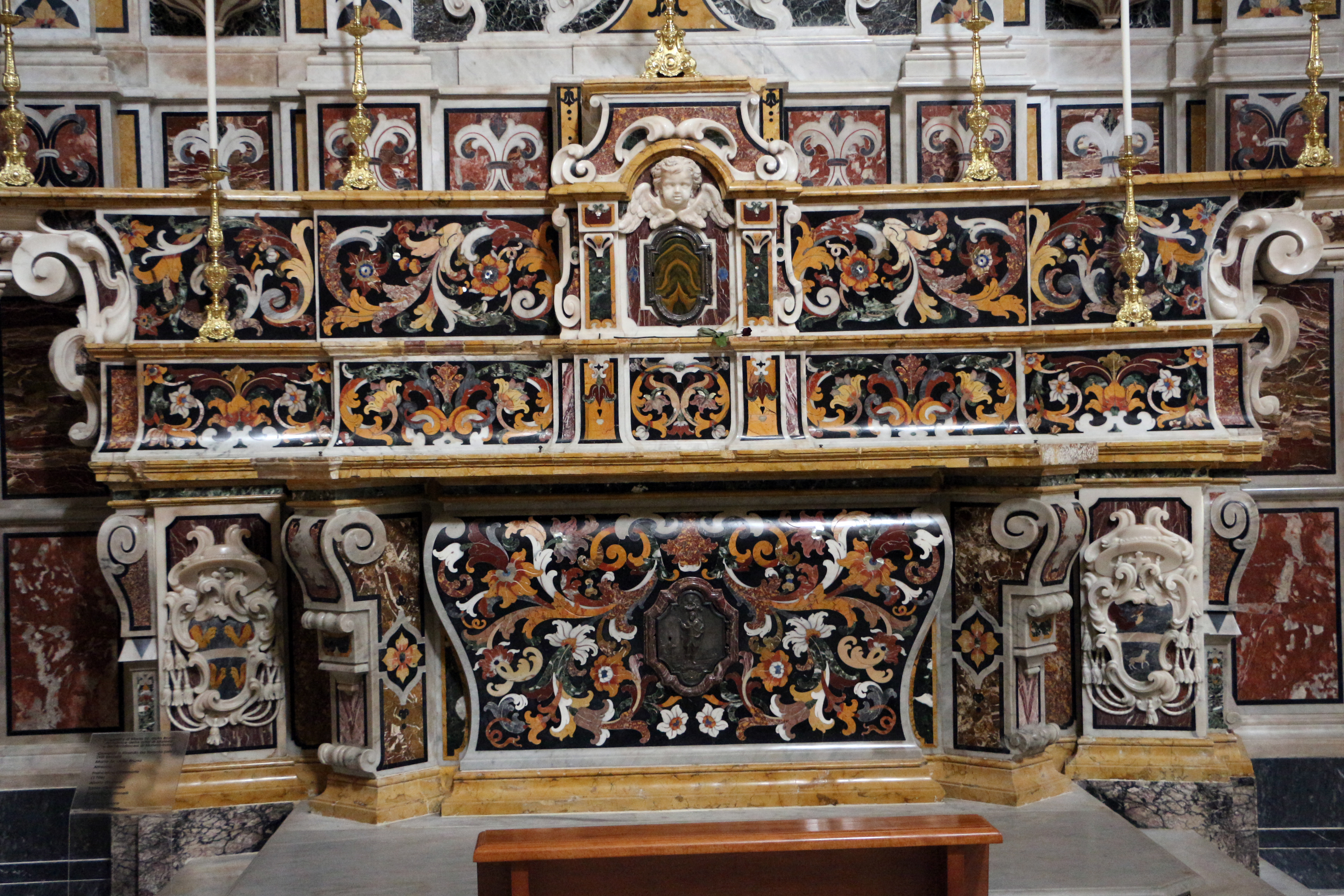
L'Altare della Bruna all'interno della Cattedrale

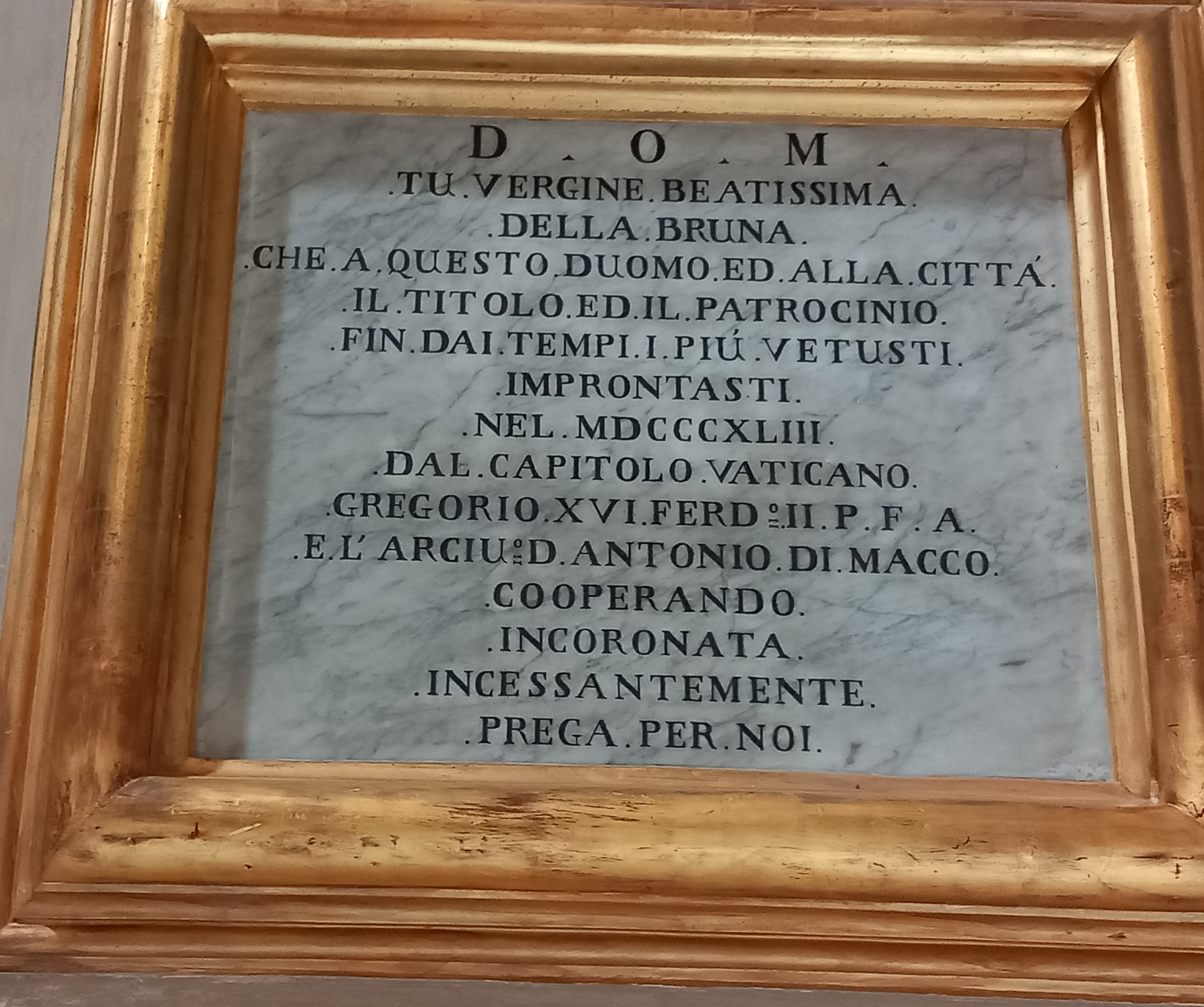
Lapide all'interno della cattedrale

L'origine della tradizione della distruzione del carro invece è narrata da un'altra leggenda, secondo la quale i materani, per evitare che il quadro della Madonna fosse rubato e distrutto dai Saraceni che assediavano la città, lo nascosero prima su un carretto e poi, messo in salvo il quadro, distrussero loro stessi il carretto (oppure, secondo una versione alternativa della leggenda, lo lasciarono distruggere dai Saraceni) pur di non far cadere le sacre immagini nelle mani di quegli infedeli.  Le prime testimonianze concrete sull'esistenza di un carro trionfale rimandano tuttavia all'anno 1690.
Relativamente al nome "Madonna della Bruna" sono attribuite diverse ipotesi: la prima è che derivi dal termine altomedioevale longobardo brùnja che era la corazza, la protezione dei cavalieri, quindi il nome avrebbe il significato di Madonna della difesa; altri invece sostengono che derivi da Hebron, città della Giudea dove la Vergine si recò per la visitazione a sua cugina Elisabetta; infine un'ultima ipotesi, meno accreditata, è che il nome derivi dal colore del viso della Vergine.
Gli inserimenti profani come il carro navalis e la sua violenta distruzione, affiancatisi col tempo all'intimità e solennità religiosa originaria, fanno di questa festa un evento interessante che affonda le sue radici in antichissime rappresentazioni che si tenevano in molti paesi del Mediterraneo; nella stessa cultura greca era ricorrente celebrare anche feste nuziali attraverso dei carri trionfali, delle "navi su ruote" riccamente decorate.
La statua della Madonna è ubicata all'interno di una teca nel transetto della Cattedrale a lei dedicata. Nella stessa cattedrale un affresco che la raffigura, di scuola bizantina e risalente al XIII secolo, si trova sull'altare sito all'ingresso della navata sinistra. Papa Giovanni Paolo II si è inginocchiato a pregare d'innanzi a questa effigie, pronunziando una preghiera a lei dedicata.

### XVI secolo
Alcuni storici locali sostengono che il conte Giovan Carlo Tramontano, signore di Matera all'inizio del XVI secolo, avesse fatto grandi promesse al popolo materano per dare maggiore solennità alle celebrazioni del 2 luglio, compreso un carro nuovo ogni anno (la sua carrozza più bella e sfarzosa). I cittadini materani così, per mettere alla prova il mal sopportato tiranno, assaltarono la carrozza costringendo il conte a mantenere la sua promessa. Certo è che il Conte originario di Napoli rinnovò la festa sulla scorta dei festeggiamenti della Madonna del Carmine in Napoli.

### XVII secolo
In questo secolo è certo l'utilizzo del carro trionfale in legno con apparato decorativo fisso, sulla scorta del carro navalis per la traslazione della statua della Madonna. C'è la comparsa dei cavalieri di scorta al carro a protezione dello stesso con abiti misto romani-medioevali, tipici del Rinascimento.
Nel 1600 vi è anche la comparsa dei primi fuochi d'artificio e delle luminarie; per tutta l'altezza del campanile della Cattedrale e per tutto largo Duomo. Luminarie che nel 1800, in particolare nell'anno 1836, causarono l'incendio dei solai lignei del campanile del Duomo.

### XVIII secolo
In questo secolo è certo l'utilizzo del carro trionfale in legno con apparato decorativo che veniva sostituito o arricchito o riposizionato nel passare di alcuni anni, un carro che variava leggermente o sensibilmente negli anni. Sempre in questo secolo si conoscono i nomi dei primi autori dei carri trionfali, quindi presumibilmente se non ancora in cartapesta erano costituiti da strutture rivestite con tele dipinte. Tra gli autori Vito Antonio Conversi.
Vi è inoltre, per decreto borbonico, l'impossibilità di far sfilare il Carro trionfale con Maria Santissima della Bruna alla sera, per cui tutta la festa in onore della Madonna deve svolgersi al mattino.

### XIX secolo
In questo secolo è certificata la sola costruzione del carro in cartapesta, con la sua distruzione rituale al termine della festa. Sono superstiti alcuni disegni integrali dei modelli di pochi anni. Avviene inoltre il passaggio della distruzione del carro da largo Duomo (piazza Duomo) a largo del Popolo-largo Plebiscito (piazza Vittorio Veneto).
La processione del Carro trionfale con Maria Santissima della Bruna, torna a poter sfilare dalla mattina alla sera.

### XX secolo

Il carro trionfale del 1967

Questo è il secolo che raccoglie la somma delle variazioni che si sono susseguite nei secoli precedenti e stabilizza la tradizione come oggi la conosciamo, le parti accessorie sono divenute imponenti; come le luminarie, i fuochi d'artificio, la musica da banda o i madonnari, anch'esse dopo secoli sono divenute parte delle celebrazioni.

## La festa oggi
La festa è preceduta dal novenario, che inizia il 23 giugno e termina il 1 luglio, giorno di vigilia della festa. Il Carro trionfale, appena completato, che traslerà la statua della Madonna della Bruna, viene benedetto dall'arcivescovo.

### La processione dei pastori
La festa, in uno straordinario insieme di sacro e profano, inizia alle cinque del mattino del 2 luglio con la santa messa all'aperto in piazza San Francesco D'Assisi per poi continuare con la processione dei pastori, con l'antico quadro della Vergine dipinto su rame portato in tutta la città e annunciato da file di botti esplosi in segno di festa.
Le origini di tale processione, che rimandano alle antiche origini del culto mariano nella città radicate nella cultura agro-pastorale, risalgono alla nascita della Confraternita dei pastori avvenuta nel 1698, per offrire la possibilità ai pastori di rendere omaggio alla patrona di Matera per le vie degli antichi Sassi all'alba prima di dirigersi verso le campagne per accudire le greggi.

### Trasferimento della Sacra Immagine di Maria SS. della Bruna e sfilata dei Cavalieri

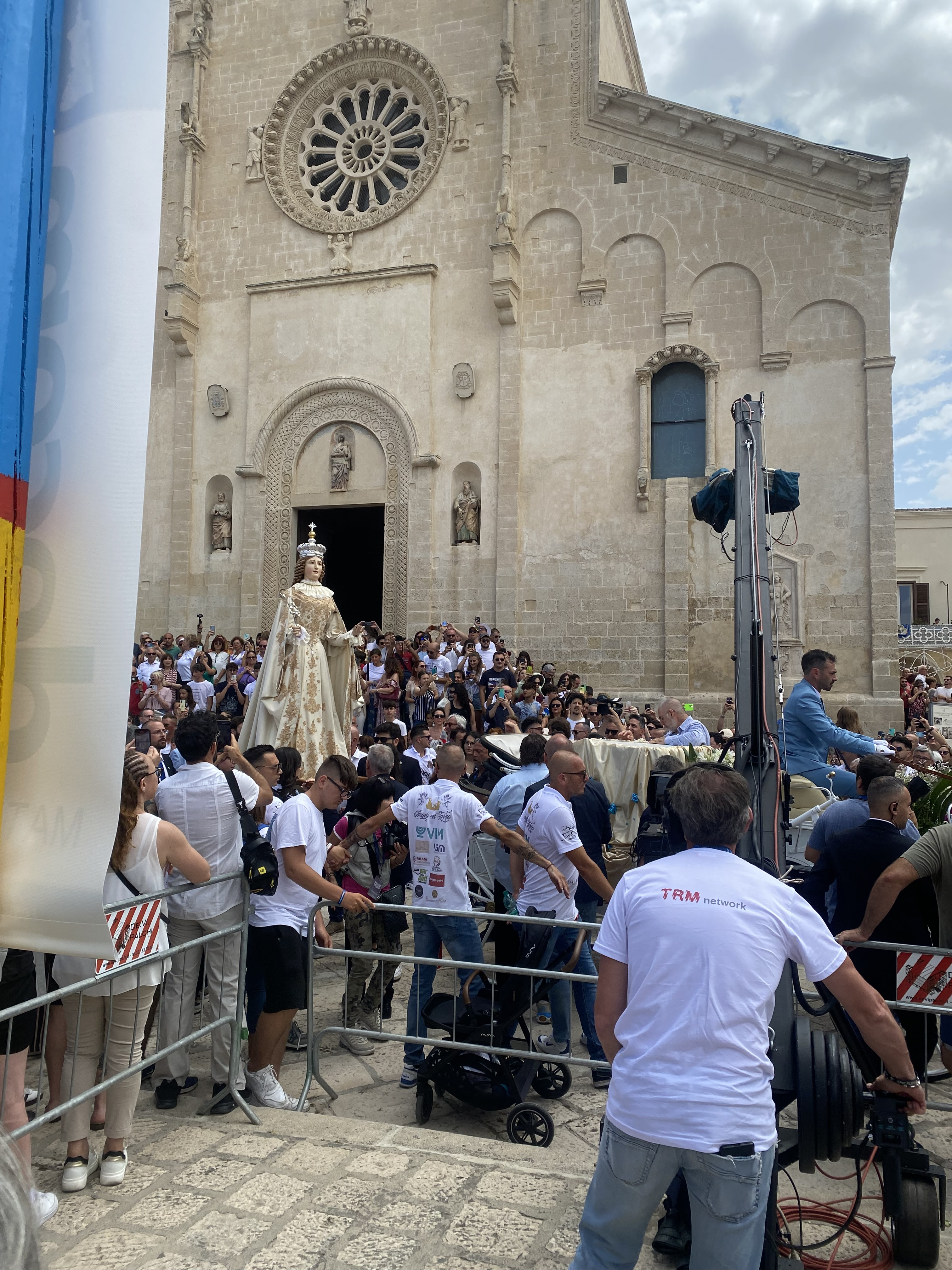
Inizio della processione della statua della Madonna dalla Cattedrale a Piccianello

In tarda mattinata, a seguito della Santa Messa, alla presenza della Statua "che ha paura" posta in trono, la statua della Madonna " che non ha paura", uscita dalla Chiesa di San Giuseppe (o "delle monacelle", alle spalle della Cattedrale), viene portata in processione sino alla parrocchia di Piccianello (dove si narra tutto ebbe inizio) dall'Arcivescovo con tutto il clero al seguito: inizia la cosiddetta "Cavalcata della Bruna", in quanto ad accompagnare la Vergine sono presenti i "Cavalieri della Bruna", una scorta d'onore della protettrice, vestiti in costumi d'epoca (ecco l'importanza della vestizione del "Generale dei Cavalieri" a Palazzo Lanfranchi, riconoscibile per il manto verde scuro e l'armatura dorata tra le più raffinate) con chiare influenze spagnole, dai colori sgargianti, elmi piumati, corazze e cavalli aventi bardature da parata.

#### I Cavalieri
I cavalieri che accompagnano la Sacra Immagine durante la sfilata mattutina fungono anche da scorta al carro durante la solenne processione serale della Vergine sul carro trionfale. Vestiti con abiti che ricordano vagamente epoche tardo-romane o medioevali, sono una reminiscenza della scorta voluta dal conte feudatario di Matera, scorta non di un'unica compagine ma di varie. Sono guidati da un generale ai cui ordini vi sono tutti i cavalieri riuniti in associazione. Gli ufficiali sono armati di sciabola. Tra i cavalieri vi sono due figure ritenute fondamentali per il coinvolgimento delle folle festanti: i trombettieri, due cavalieri (uno al principio e uno alla fine della sfilata, subito prima della Vergine) i cui rapidi motivetti, ripetuti a ogni fermata della processione, inducono la folla a rispondere con applausi ritmati. Il suono squillante delle due trombe è considerato il simbolo per eccellenza della festa.

### Il Carro trionfale

Il carro trionfale del 1978

Il tradizionale Carro trionfale è una grande macchina barocca, realizzato in cartapesta. Il manufatto viene costruito nella fabbrica del carro al rione Piccianello, nome che non deve indurre in errore trattandosi di una vera opera d'arte, ma dalla vita effimera. Nella stessa viene conservato lo scheletro massiccio, con ossatura in legno, base per la costruzione del carro. Nella città l'arte della cartapesta è praticata da secoli, e tra i tanti maestri cartapestai contemporanei si possono citare: i Pentasuglia, gli Epifania, i Nicoletti, i Daddiego, i Sansone, autori dei carri di tante edizioni. Il Carro trionfale ha ogni anno come tema centrale un passo del Vangelo scelto dall'Arcivescovo, tema in base al quale viene sviluppato tutto il carro, dalle pitture alla statuaria, con una rappresentazione centrale all'architettura del carro in grandi dimensioni e di grande effetto. Il carro viene trainato da quattro coppie di muli; il mulo oltre ad essere meno irrequieto e più governabile del cavallo è anche sempre stato il fido compagno di lavoro dei contadini materani, mansueto sopporta con più facilità l'enorme ressa di genti che li circondano nel procedere della festa ma soprattutto al momento dello straccio del carro.

### Processione di Maria SS. della Bruna sul Carro trionfale
Nel tardo pomeriggio la statua della Madonna della Bruna, dopo essere stata vegliata dai fedeli nella parrocchia di Piccianello, viene collocata sul trono del carro di cartapesta, che in precedenza è stato benedetto, e ripercorre in una solenne processione accompagnata dall'Arcivescovo, dal clero e dai cavalieri in costume le vie centrali della città, effettuando il percorso inverso rispetto alla processione della mattina. Il carro con la statua della Vergine, giunto in Cattedrale, compie tre giri rituali della piazza in segno di presa di possesso della città da parte della sua patrona, e subito dopo la statua della Madonna viene fatta scendere dal carro per essere deposta in Cattedrale. 
Sulle scale che conducono all'ingresso principale, la Statua viene fermata poco prima del rientro e voltata in direzione del Sasso Barisano che si stende lì davanti: avviene il cosiddetto "Saluto", ossia l'arrivederci della Vergine alla città. Conclusi gli applausi che seguono il "Saluto",  la Sacra Immagine viene temporaneamente collocata in Cattedrale, in attesa del trasferimento nella Chiesa di San Giuseppe (o "delle monacelle"), sua sede stabile. 

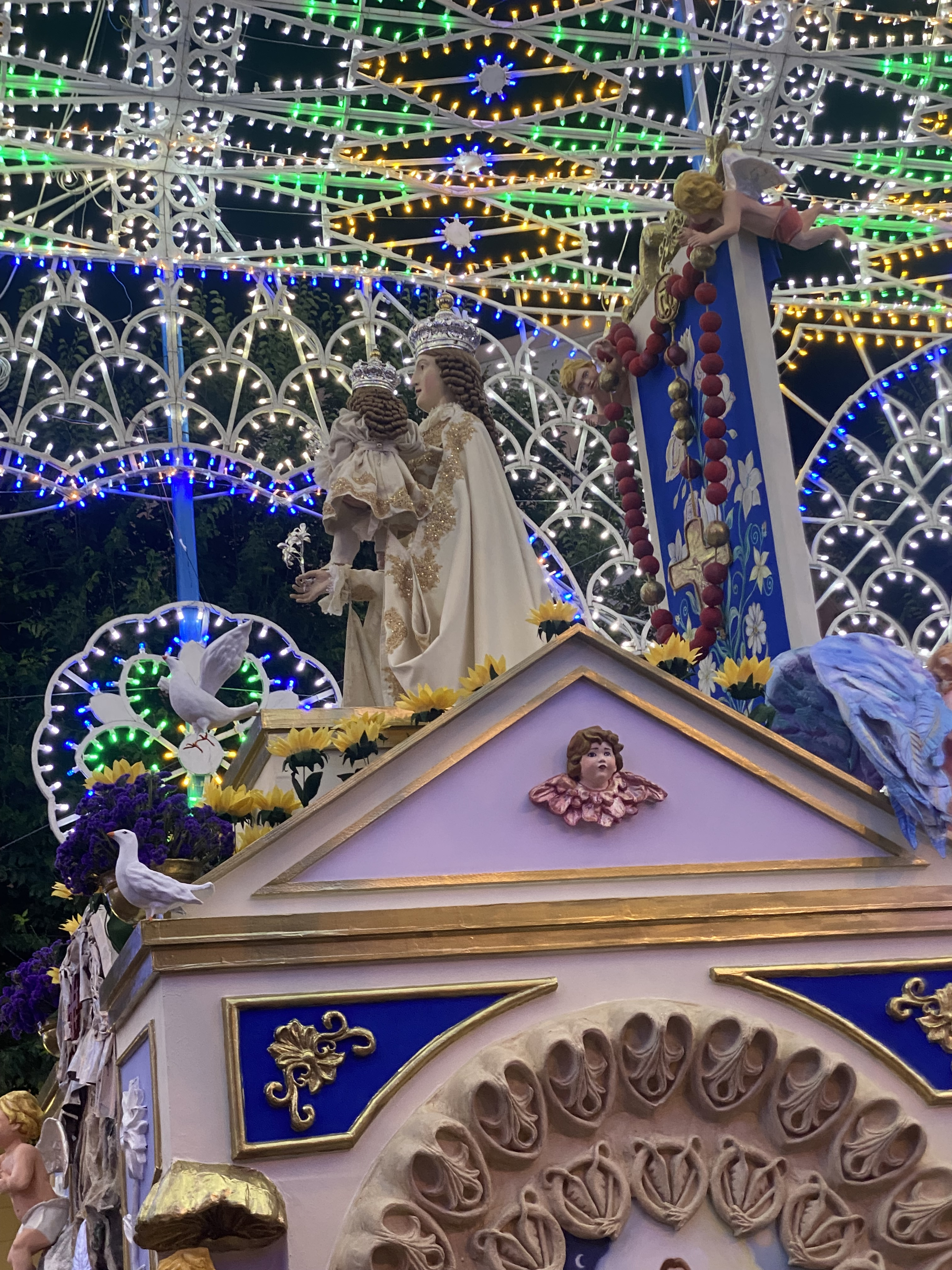
Statua della Madonna sul Carro Trionfale del 2023

Terminata così la parte religiosa della festa, inizia quella pagana con l'ultima parte del tragitto verso la centrale piazza Vittorio Veneto, dove il carro verrà assaltato e distrutto dalla folla.

### La distruzione del Carro trionfale
La distruzione del carro, detta dai materani lo Strazzo (o strappo o straccio o sfascio), è un rito di cui si conoscono le vicissitudini dal 1700, anno in cui cominciò la ricostruzione annuale del manufatto. Deposta la statua della Madonna, comincia la tumultuosa discesa dalla Cattedrale; il carro è scortato dai cavalieri della Bruna e da volontari (un tempo chiamati i vastasi, oggi Angeli del carro) che lo circondano per evitare che giovani impazienti lo distruggano prima dell'arrivo in Piazza Vittorio Veneto.
Solitamente, il carro subisce i primi assalti in corrispondenza della chiesa di Santa Lucia, proprio all'ingresso della piazza, mentre i difensori che fanno da cordone serrano le file e l'auriga incita i muli per compiere gli ultimi metri di tragitto e condurlo integro fino al centro della piazza. Gli assalitori tentano con grande irruenza di portare a casa un pezzo del carro prima che ne rimanga solo lo scheletro. Il rito secolare si conclude così tra il tripudio generale, il trasporto dei pezzi strappati fuori dalla piazza e la presa di possesso del carro da parte dei suoi "angeli". L'anno successivo un nuovo carro verrà progettato e costruito.
Lo straccio del carro inizialmente avveniva sulla Civita, in piazza Duomo (largo Duomo), per poi con l'estendersi della città ottocentesca spostarsi in piazza della fontana (o largo del Popolo), oggi piazza Vittorio Veneto.
La festa della Bruna termina a notte fonda con l'esplosione dei fuochi pirotecnici che illuminano la Gravina ed i Sassi di Matera. "A mmogghjë a mmogghjë aquonnë cë vahnë" (sempre meglio l'anno venturo), è l'augurio finale dei materani per una festa sempre più bella.

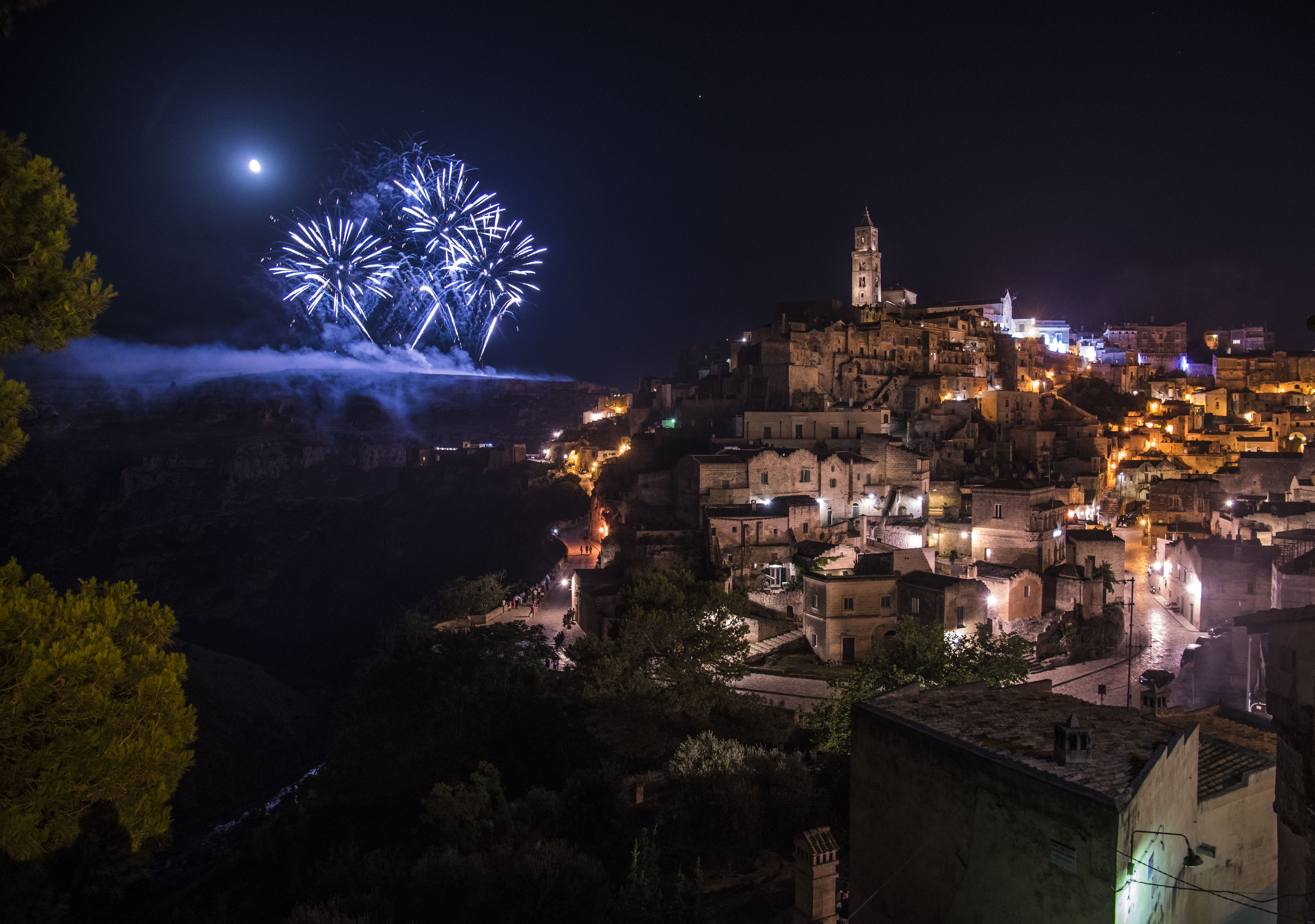
I fuochi pirotecnici

#### Simbologia dietro allo "Strazzo"
La distruzione del carro di cartapesta è un rito collettivo di rinascita e di rigenerazione antichissimo, infatti per i materani al termine della festa del 2 luglio ricomincia un nuovo anno; si chiude un ciclo con lo "strazzo" del carro per iniziarne uno nuovo. I motivi della distruzione pertanto sono diversi; oltre al desiderio di impossessarsi di una reliquia benedetta che porti prosperità, e alla volontà di ricostruire ogni anno il manufatto per renderlo sempre nuovo e più bello sviluppando le competenze degli artigiani locali, vi è soprattutto il bisogno di rigenerarsi o in questo caso di autorigenerarsi, perché con la distruzione del carro il materano ricominciava il ciclo della sua vita, ciclo annuale legato alla vita dei campi. 
Dunque tale festa vuole presentare vari significati non solo dal punto di vista religioso (si pensi alla necessità di morte del granello di senapa perché rinasca ancor più rigoglioso a nuova vita, o la necessità di morte del "Figlio dell'uomo" così che il mondo ne sia redento) ma anche e soprattutto umano (l'importanza della distruzione del sé per raggiungere il rinnovamento individuale: la morte di ogni nostra personalità passata perché se ne accolga di volta in volta una nuova): la distruzione del carro e la sua ricostruzione annuale vuole essere un invito all'analisi individuale, al riconoscimento dei propri difetti e delle proprie imperfezioni e al loro smussamento in vista di un rinnovamento interiore. Inoltre, nell'ambito contadino, con la mietitura, che coincideva con la festa della Visitazione, tutto si concludeva ed al contempo tutto ricominciava da capo, motivo per cui la Festa della Bruna viene considerata il Capodanno dei materani.

#### Protezione del Carro e misure per la sicurezza
La protezione del carro era ed è di nuovo oggi compito del popolo; volontari in passato chiamati vastasi, oggi angeli del carro, cioè uomini armati di nervo di bue che proteggono il carro in cartapesta da assalti preventivi, accaduti nel corso degli anni. Questa parte profana della festa, terminata quella religiosa, viene rispettata non solo per il carattere folcloristico ed unico che possiede, ma anche e soprattutto per il perpetuarsi di una tradizione, seppure violenta in apparenza.

### Ottava della Bruna
Con l'ottava della Bruna si chiudono i festeggiamenti in onore della patrona della città; la domenica successiva il 2 luglio viene svolta una processione della statua della Madonna per le vie del centro storico, portata a spalla dai Cavalieri della Bruna, il tutto con a conclusione la santa Messa.

### La festa della Bruna tutto l'anno
Viene celebrata il giorno due di ogni mese, comporta gruppi di preghiera e preparazione, inoltre vi è la peregrinatio della sacra immagine nelle varie diocesi cittadine, della città di Matera e dei comuni della provincia di Matera, appartenenti all'arcidiocesi di Matera-Irsina e dal 2023 della diocesi di Tricarico.

## Terminologia
Questi sono i termini in uso da tempo, più specifici della Festa della Bruna:
- Auriga: colui che conduce il Carro trionfale, che pur non essendo più una macchina bellica ne conserva le fatture.
- Bruna ha ancora assonanza con brùnja; corazza.
- Carro navalis: oggi grande macchina barocca addetta alla traslazione della statua della Madonna della Bruna.
- Madonna che ha paura: statua della Madonna della Bruna di fattura settecentesca; troppo delicata per essere trasportata sul Carro trionfale.
- Madonna che non ha paura: statua di fattura ottocentesca più robusta ed adatta al trasporto sul Carro trionfale.
- Ottava della Bruna: è il rito conclusivo dei festeggiamenti in onore della Madonna della Bruna, la domenica successiva il 2 luglio.
- Scheletro massiccio: è l'intelaiatura oggi in legno ed acciaio, in passato solo in legno, su cui viene costruito il Carro trionfale. Dal rumore caratteristico al suo passaggio, essendo dotato di ruote con soli cerchi in acciaio.
- Strazzo: letteralmente strappo; ma con accezione positiva: divisione, condivisione.
- Vastaso: uomo di maniere spicce, addetto esclusivamente alla tutela del Carro trionfale durante lo strazzo, per sedare i facinorosi.

## Luoghi

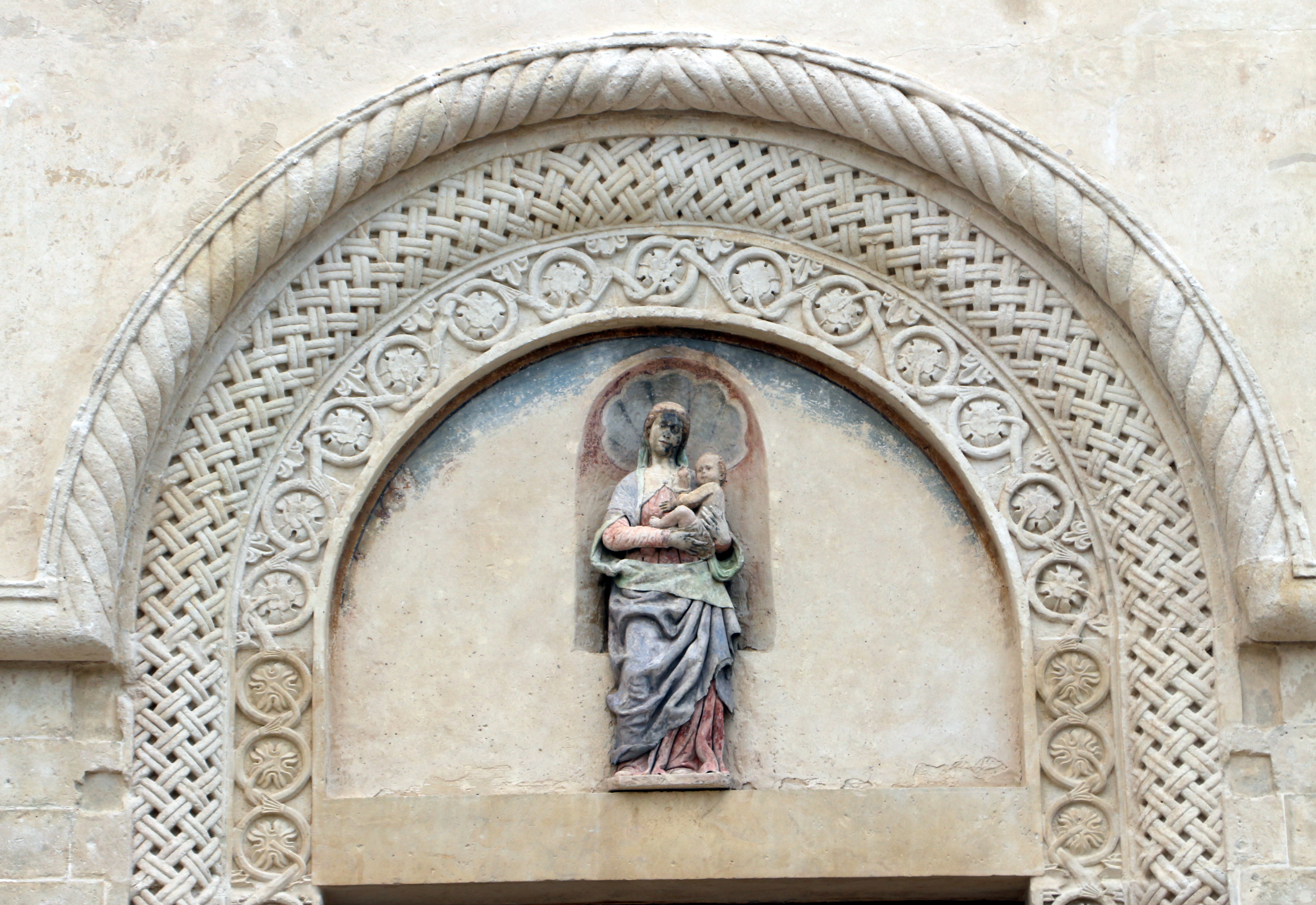
La Madonna della Bruna sul portale principale della Cattedrale

I luoghi in cui da secoli si svolge la Festa della Bruna, sono:
- La Cattedrale di Matera, in cui viene celebrato il Pontificale.
- Per la Processione dei Pastori tutti i rioni Sassi.
- Palazzo Lanfranchi, per la vestizione del generale dei Cavalieri di Maria Santissima della Bruna.
- Il rione Piccianello (la contrada in Piccianello), dove la leggenda narra che tutto ebbe inizio e da dove parte la traslazione della statua di Maria Santissima della Bruna in città, ovvero in Cattedrale.
- Piazza Duomo (largo Duomo), in cui avvengono i tre giri del carro con in trionfo Maria Santissima della Bruna, per la presa di possesso della città.
- Piazza Vittorio Veneto (largo del Popolo), in cui avviene la distruzione del carro in cartapesta di Maria Santissima della Bruna.

## Filmografia
La festa è stata parte del soggetto o soggetto in:
- 1953: La lupa, diretto da Alberto Lattuada.
- 2012: Festa della Madonna della Bruna, Rai documentari.
- 2019: 27 ottobre - Ultimo episodio della prima stagione di Imma Tataranni- Dalla parte degli ultimi - Rai1
- 2021: una scena della processione della festa è presente nel film No Time to Die

## Rocco Scotellaro e la Festa della Bruna
Rocco Scotellaro, poeta e politico sensibile alle vicende della vita contadina, espresse in poesia il giorno del Capodanno contadino materano.
Afflitti ulivi

sui tufi di Matera.

O gli amari poemi

delle morte stagioni!
È una notte che fugge la faina

coi suoi occhi di brace.

E gli antenati ecco sentirsi in canti

per la campagna acquattata:
erano i cafoni in quadrigliè,

passava la cavalcata della Bruna

a risvegliare le caverne

sui bordi delle rocce

al di là della collina,

era il silenzio dell’acqua infossata

che faceva tuonare la Gravina.»
(II ed. dicembre 1954 di «È fatto giorno» con 10 Tavole di Aldo Turchiaro, p.94, Pubblicata in «Botteghe Oscure», quad. II, 1948)

## Il Carro della Bruna edizione straordinaria
Per il 150º anniversario dell'unità d'Italia è stato costruito un Carro della Bruna straordinario, non benedetto, laico; per rappresentare Matera e la regione Basilicata nel segno dell'unione religiosa italiana. Tema del carro era: i santi patroni d'Italia da San Francesco a Santa Chiara alla Madonna della Bruna. Il carro è tuttora esistente, dopo essere stato esposto a Torino per le celebrazioni dell'unità d'Italia, è stato poi esposto in Vaticano, nel braccio di Carlo Magno come omaggio per il Natale.
Questo carro realizzato in dimensioni ridotte rispetto al manufatto originario, viene conservato presso la sede MiBAC di Matera.